# 长筒漏斗苣苔
长筒漏斗苣苔（学名：Didissandra macrosiphon）为苦苣苔科漏斗苣苔属下的一个种。其种加词“macrosiphon ”意为“具长管的”、“具长筒的”。